# Stefan Dennis
Stefan Dennis (Tawonga, Victoria; 30 de octubre de 1958) es un actor y músico australiano, conocido por interpretar a Paul Robinson en la serie Neighbours.

## Biografía
Stefan nació en Tawonga, Australia y junto a su familia se mudaron a Queendland durante doce años. Su media hermana es la actriz y escritora Perri Cummings, quien curiosamente interpretó a su media hermana Jill Ramsay en Neighbours, ambos tienen la misma mamá.
Antes de convertirse en actor Stefan fue chef.
Es muy buen amigo del actor Alan Dale quien interpretó a su padre Jim Robinson en Neighbours y de la actriz Jane Hall, quien interpreta a su esposa Rebecca Robinson en Neighbours y con quien anteriormente había trabajado en The Henderson Kids en 1985.
En 1979 se casó con Roz Roy pero el matrimonió terminó en 1989. 
En el 2000 Stefan se casó con la escocesa Gail Easdale con quien tiene tres hijos, Cameron quien nació en enero del 2002, Declan quien nació en agosto del 2005 y Darcy.

## Carrera
Alan ha aparecido en numerosas obras teatrales y series de televisión. A los 11 años inició su carrera teatral en el Amateur Theatre en Queensland, su primer debut fue en la puesta en escena de Oliver. También ha trabajado como artista de voz en Australia y el Reino Unido.
Entre 1980 y 1997 Stefan ha aparecido en algunas series de televisión y películas entre las que se encuentran Infinity Limited, , Five Mile Creek, The Henderson Kids donde interpretó a Terry; también apareció en la miniserie The Flying Doctors, en Blue Heelers, Good Guys Bad Guys, Stingers, Dream Team, Channel Chaos, Prisoner, entre otras...
En el 2002 participó en la serie dramática Casualty, donde interpretó a Mark Christie. 
En el 2003 apareció en las series dramáticas The Bill y River City donde interpretó al doctor Marcus McKenzie, quien era el nuevo interés romántico de Gina Hamilton, Marcus resultó ser un brutal violador, quien después de violar a Gina es asesinado por Heather Bellshaw mientras trataba de violarla también.
En 1995 Dennis organizó la proyección de la película Baraka para la caridad para EIA (Agencia de Investigación Ambiental).
En 1985 se unió al elenco de la exitosa serie australiana Neighbours, donde interpretó al manipulador y malvado Paul Robinson hasta 1992, al año siguiente Paul regresó como personaje invitado, en el 2004 Dennis regresó a la serie y como su personaje resultó ser muy popular entre el público se quedó y se volvió uno de los personajes principales y desde entonces interpreta a Paul. Paul es padre de Amy, Cameron, Elle, Robert y Andrew Robinson y ha estado casado cuatro veces entre ellas Terry Inglis, Gail Lewis, Christina Alessi y Lynn Scully, actualmente está casado con Rebecca Napier.

## Música
En 1989 comenzó su carrera musical profesional lanzando el sencillo Don't It Make You Feel Good, el cual alcanzó el No. 16 en el Reino Unido, el 6 de mayo del mismo año.
A este le siguió su segundo sencillo This Love Affair, el cual alcanzó número 67 en el Reino Unido.

## Filmografía

### Series de televisión
| Año             | Título                       | Personaje           | Notas                                     |
| --------------- | ---------------------------- | ------------------- | ----------------------------------------- |
| 1985 - presente | Neighbours                   | Paul Robinson       | 3,171 episodios                           |
| 2015            | Footballer Wants a Wife      | "La Voz"            | 6 episodios                               |
| 2015            | Shaun Micallef's Mad as Hell | Bob Hawke           | episodio # 5.2                            |
| 2003            | River City                   | Dr. Marcus McKenzie | tv serie                                  |
| 2003            | The Bill                     | Gene Bishop         | episodio "112"                            |
| 2002            | Casualty                     | Mark Christie       | episodio "Innocence"                      |
| 1997            | Dream Team                   | Samuel Irving       | tv serie                                  |
| 1999            | Stingers                     | Oficial Karl Hiller | episodio "Nothing Personal"               |
| 1998            | Good Duys Bad Guys           | Andy Caesar         | episodio "Don't Cry for Me Arch 'n' Tina" |
| 1997            | Blue Heelers                 | Colin Docker        | episodio "Poetic Justice"                 |
| 1985            | The Henderson Kids           | Terry               | tv serie                                  |
| 1985            | Five Mile Creek              | Hombre              | episodio "The Best of Mates"              |
| 1985            | The Flying Doctors           | Doug Hennassy       | tv miniserie                              |
| 1982            | Infinity Limited             | Rick                | tv serie                                  |
| 1979 - 1981     | Prisoner: Cell Block H       | Peter Richards      | 10 episodios                              |
| 1980            | Young Ramsay                 | Sid Atkinson        | episodio "Gift Horse"                     |
| -               | Skyways                      | Richard             | episodio "Deborah Loves Jim"              |

### Películas
| Año  | Título               | Personaje   | Notas                            |
| ---- | -------------------- | ----------- | -------------------------------- |
| 2004 | The Truth About Love | Dougie      | también es el productor asociado |
| 1994 | The Office           | Nigel       | -                                |
| 1984 | Channel Chaos        | Camarógrafo | -                                |

### Teatro y panto
| Año                    | Obra                    | Personaje | Director | Teatro                | Notas                                                      |
| ---------------------- | ----------------------- | --------- | -------- | --------------------- | ---------------------------------------------------------- |
| 2009, 2010             | Cinderella              | Dandini   | -        | The Grand Theatre     | junto a Niki Evans, The Krankies, Nathan Kiley y Ben Stock |
| 1998, 1999, 2007, 2008 | Aladdin                 | Abanazar  | -        | His Majesty's Theatre | -                                                          |
| 2000                   | Fool For Love           | Eddie     | -        | -                     | junto a Alexa Hamilton, Kristofer Soul y David Soul        |
| 1997                   | Murder by Misadventure  | -         | -        | -                     | -                                                          |
| 1995                   | Point of Death          | -         | -        | -                     | -                                                          |
| 1994, 1995             | Peter Pan               | -         | -        | -                     | junto a Patrick Mower y Tom Bright                         |
| 1994                   | Blood Brothers          | Mickey    | -        | -                     | -                                                          |
| 1993, 1994             | Jack and the Beanstalk  | Jack      | -        | -                     | junto a Kevin Lloyd, Vicki Michelle y Tudor Davies         |
| 1993                   | Whose Life is it Anyway | -         | -        | -                     | -                                                          |
| 1992, 1993             | Cinderella              | -         | -        | -                     | junto a June Brown y Windsor Davies                        |
| 1991, 1992             | Aladdin                 | -         | -        | -                     | junto a Michael Elphick, Allan Stewart y Danny La Rue      |
| 1990, 1991             | Robin Hood              | -         | -        | -                     | junto a Emma Wray, Maureen Nolan y Wally Scott             |

## Premios y nominaciones
| Año  | Categoría           | Premio                  | Serie      | Resultado |
| ---- | ------------------- | ----------------------- | ---------- | --------- |
| 2017 | Best Daytime Star   | Inside Soap Award       | Neighbours | Nominado  |
| 2010 | Best Daytime Star   | Dolly Teen Choice Award | Neighbours | Nominado  |
| 2008 | Villain of the Year | Digital Spy Soup Award  | Neighbours | Nominado  |